# ديفيد فيلدمان
ديفيد فيلدمان هو ملحن وعازف بيانو برازيلي، ولد في 20 ديسمبر 1977 في ريو دي جانيرو في البرازيل.

## وصلات خارجية
- ديفيد فيلدمان على موقع ميوزك برينز (الإنجليزية)
- ديفيد فيلدمان على موقع ديسكوغز (الإنجليزية)